# المجلة الأوروبية لمنع الحمل والرعاية الصحية الإنجابية
المجلة الأوروبية لمنع الحمل والرعاية الصحية الإنجابية هي مجلة طبية لاستعراض وجهات النظر والتي تغطي جميع مجالات منع الحمل والصحة الإنجابية. هي المجلة الرسمية في المجتمع الأوروبي لمنع الحمل والصحة الإنجابية.